# Центр исследований Холокоста и религиозных меньшинств (Осло)
Це́нтр иссле́дований Холоко́ста и религио́зных меньши́нств (норв. Senter for studier av Holocaust og livssynsminoriteter, или HL-senteret) — норвежское исследовательское учреждение. Оно организовано как независимый фонд и является филиалом Университета Осло.
Также центр является открытым для посетителей. По состоянию на июль 2022 года стоимость входного билета варьируется от 0 до 180 крон в зависимости от возраста и статуса посетителя.

## История
Центр был создан в 2001 году. С 2001 по 2006 год был размещён по адресу ул. Уллевольсвейен,105. В 2006 году центр переехал из кампуса Университета Осло в Виллу Гранде, бывшую резиденцию Видкуна Квислинга.
Бюджет центра был пожертвован норвежским правительством по просьбе еврейской общины Норвегии в рамках возмещения ущерба, причиненного норвежским евреям за конфискацию их имущества во время оккупации Норвегии во время Второй мировой войны.
Центр был создан под эгидой Университета Осло и преследует двойную миссию:
1. Просвещение общественности о Холокосте, особенно в том, что касается норвежского опыта, то есть лишения гражданских прав, преследований, арестов, тюремного заключения, конфискации и депортации в лагеря смерти за пределами Норвегии, особенно в Освенцим. Это распространяется на исследования антисемитизма в Норвегии и за ее пределами, в прошлом, настоящем и будущем.
2. Изучение этнических и религиозных меньшинств, особенно в Норвегии.

С этой целью центр предлагает учебные материалы, программы, выставки, музей и библиотечные фонды. Хотя это независимая организация, она установила официальные отношения с Университетом Осло, Яд ва-Шем и Еврейским музеем в Тронхейме.
23 января 2008 года центр объявил, что 23 ноября 2007 года или ранее из музея центра был похищен некий важный предмет. После этого музей был временно закрыт для улучшения системы безопасности.

## Упоминания в СМИ
В связи с официальным открытием центра на Вилле Гранде, Гудлейв Форр в газете «Dagbladet» назвал центр «уникальным», заявив, что «это не "только" имеет своей отправной точкой одно из худших преступлений нашего времени, но и потому, что центр также рассматривает Холокост в перспективе глобальной традиции преследования в нашей современной истории».